# Alessandro Cortinovis
Alessandro Cortinovis (Seriate, Llombardia, 11 d'octubre de 1977) fou un ciclista italià, que fou professional entre 2000 i 2007. Durant la seva carrera no va aconseguir cap victòria d'importància.

## Palmarès
- 1999
  - 1r al Trofeu Edil C
  - 1r a la Coppa Città di Asti

### Resultats al Tour de França
- 2002. 140è de la classificació general
- 2005. 98è de la classificació general
- 2007. 122è de la classificació general

### Resultats al Giro d'Itàlia
- 2001. 90è de la classificació general
- 2006. 105è de la classificació general
- 2007. 113è de la classificació general

### Resultats a la Volta a Espanya
- 2003. No surt (6a etapa)
- 2004. 82è de la classificació general
- 2005. 82è de la classificació general